# Щеврик патагонський
Ще́врик патагонський (Anthus correndera) — вид горобцеподібних птахів родини плискових (Motacillidae). Мешкає в Південній Америці.

## Підвиди
Виділяють п'ять підвидів:
- A. c. calcaratus Taczanowski, 1875 — Перу;
- A. c. correndera Vieillot, 1818 — південно-східна Бразилія, Парагвай, Уругвай, північна Аргентина;
- A. c. catamarcae Hellmayr, 1921 — Болівія. північ Чилі, північний захід Аргентини;
- A. c. chilensis (Lesson, R, 1839) — південь Чилі і Аргентини;
- A. c. grayi Bonaparte, 1850 — Фолклендські острови.

## Поширення і екологія
Патагонські щеврики живуть на луках, полях і пасовищах. Зустрічаються на високогірних луках на висоті до 4400 м над рівнем моря.